# New Found Glory
New Found Glory (anteriormente A New Found Glory), es una banda de pop punk estadounidense, formada en 1997 en Coral Springs, Florida. La formación de la banda durante la mayoría de su existencia ha sido Jordan Pundik (vocalista), Chad Gilbert (guitarra líder), Steve Klein (guitarra rítmica), Ian Grushka (bajo) y Cyrus Bolooki (batería). Influenciados por bandas como Green Day, The Offspring y blink-182, son conocidos por haber incorporado una sensibilidad pop en un sonido punk rock y son considerados como pioneros en el pop punk de los tiempos modernos. Son también famosos sus energéticos conciertos que han ofrecido a sus devotos fanes a lo largo de su carrera profesional.
Los miembros de la banda se conocieron durante el instituto y pronto lanzaron el EP It's All About the Girls mediante el sello independiente Fiddler Records. El álbum debut, Nothing Gold Can Stay, fue lanzado por Eulogy Records en 1999 y ayudó a la banda a conseguir una sólida base de seguidores. Mientras seguían siendo unos adolescentes, firmaron su primer contrato con Drive-Thru Records y lanzaron en el año 2000 un EP de versiones de bandas sonoras titulado From the Screen to Your Stereo. Más tarde, pero en ese mismo año, el primer sencillo de New Found Glory, "Hit or Miss", alcanzó el puesto 15º en la lista US Modern Rock Chart, lo que colaboró a que la banda llegase a una audiencia masiva. Posteriormente, su segundo álbum homónimo New Found Glory permaneció 21 semanas en la lista Billboard 200 y llegó al 107.º lugar.
Entre 2002 y 2004, la banda comprobó su popularidad al participar en el Vans Warped Tour junto a blink-182 y Green Day. En junio de 2002, Sticks and Stones, su tercer álbum, llegó al 4º puesto del Billboard 200 gracias, en parte, al éxito de sus sencillos "My Friends Over You" y "Head on Collision" (alcanzando el 5º y 281 en la lista Modern Rock Chart, respectivamente). En 2004, el sencillo "All Downhill from Here" llegó al puesto 11º de Modern Rock Tracks, después de que el cuarto álbum de la banda, Catalyst, alcanzase el tercer puesto del Billboard 200 en junio. El quinto álbum de New Found Glory, Coming Home, marcó un cambio en el estilo y pese a la escasa promoción, logró entrar en los veinte primeros puestos de las listas. En abril de 2008 la banda firmó un contrato con el sello independiente Bridge Nine Records y lanzó un EP titulado Tip of The Iceberg. El lanzamiento fue acompañado de un álbum de estudio del proyecto paralelo de la banda, The International Superheroes of Hardcore. En marzo de 2009 firman con una de las grandes discográficas punk, Epitaph Records, para lanzar su sexto álbum, Not Without a Fight.

## Historia

### Comienzos (1997–1999)
La banda se formó bajo el nombre de A New Found Glory en 1997 en Coral Springs, Florida. Jordan Pundik (voz) conoció a Steve Klein (guitarra) y comenzaron a escribir música juntos. Más tarde reclutaron a Ian Grushka en el bajo, que tocaban en su garaje, y Joe Moreno en la batería. Poco después, el guitarra Chad Gilbert, exvocalista de Shai Hulud, se unió para completar el quinteto.
El primer lanzamiento de la banda fue el EP de 1997 It's All About the Girls mediante el sello Fiddler Records. Se fueron de gira por la costa este a finales de los 90 y se agotaron todas las existencias de su primer EP. Poco después, Moreno fue reemplazado por el actual baterista Cyrus Bolooki y la formación de la banda se mantuvo sin cambios hasta la salida de Klein en diciembre de 2013.Eulogy Records firmó entonces un nuevo contrato con la banda, con quienes lanzaron su primer álbum de estudio, Nothing Gold Can Stay, en el otoño de 1999. La publicación del álbum y un riguroso programa de giras de la banda lograron atraer un seguimiento significativo. El álbum fue reeditado más tarde, pero en ese mismo año, cuando firmaron un contrato discográfico con el sello independiente Drive-Thru Records. En 2009, Alternative Press, incluyó el álbum en su especial "Los 10 álbumes más influyentes de 1999". Brendan Manley escribió: "Como dice el título, Nothing Gold Can Stay es la transcripción sonora de un tiempo glorioso, fugaz para NFG -y para el pop-punk. Pero al igual que el oro nunca pierde su brillo, es justo que 10 años después, Nothing Gold Can Stay continúa brillando".

### Éxito (2000-2003)
Después de firmar con Drive-Thru Records, el quinteto lanzó un EP en el que versionaban canciones de bandas sonoras de películas, titulado From The Screen To Your Stereo, en el 2000. La relación de Drive-Thru con MCA Records aseguró que las bandas más populares de los sellos más pequeños tendrían su continuación en las majors, por lo que, su segundo álbum homónimo, New Found Glory, fue lanzado por MCA en 2000. En un artículo de Kerrang! años más tarde, se refirieron al álbum como la adquisición imprescindible de la banda. En la revista británica también se aseguró que "marcaron una de las mayores y más rápidas mejoras en la música alternativa, el debut en una discográfica major les lanzó a la vanguardia de la escena punk apenas doce meses después de su irregular trabajo. Repleto de melodías contagiosas, lucharán con blink-182 por la corona del género". El álbum también marcó el debut oficial del nuevo nombre de la banda, que eliminó el artículo indeterminado "A" de su nombre original debido a que algunos fanes tenían problemas por encontrar los registros de la banda en las tiendas. Su tercer álbum de estudio, Sticks and Stones, fue lanzado en 2002, coincidiendo con la aparición de la banda en el Vans Warped Tour. Ambos álbumes llegaron a ser disco de oro por la RIAA.

### Catalyst(2003–2005)
Después de tocar en el Honda Civic Tour junto a Good Charlotte y Simple Plan, la banda lanzó Catalyst en mayo de 2004. El cuarto álbum de la banda experimentó con un sonido más pesado. Debutó en el número tres en la lista Billboard, vendiendo 146.000 copias en su primera semana. New Found Glory, poco después, se marchó con Green Day en otoño de 2004 en el American Idiot Tour.
El estilo más pesado del disco, que incluía un poco de metal e influencias new wave, se debió a las comparaciones que las revistas y otros medios de comunicación hacían entre New Found Glory y otras bandas populares. Chad Gilbert declaró:

"Bueno, cuando Sticks and Stones salió y estábamos tocando en el Honda Civic Tour, nos comparaban con bandas como Good Charlotte y Simple Plan y eso nos enfadó. En ese momento, estábamos frente a las bandas más pop y no somos una banda de pop..."

Su canción, "This Disaster", se presentó en el videojuego de EA Sports Madden 2005. "At Least I'm Known for Something" fue incluida en Burnout 3: Takedown. Esto convirtió al álbum en tercer disco de oro de la banda por la RIAA.

### Coming HomeyFrom The Screen To Your Stereo Part II(2005–2007)
Tras el lanzamiento y la gira de promoción de Catalyst, la banda tomó un largo descanso antes de comenzar la preproducción para un nuevo álbum en 2005. El 14 de junio de 2006, Gilbert anunció a MTV.com que el quinto álbum sería titulado Coming Home y que estaba programado para ser lanzado el 19 de septiembre de 2006. También dijo que el primer sencillo, "It's Not Your Fault" sería lanzado en julio de 2006. Habían trabajado con el productor Thom Panunzio (Tom Petty, Bruce Springsteen, Ozzy Osbourne) que marcó un cambio de estilo importante. El ritmo de las canciones fueron considerablemente más lentas y estaban en el momento "más suave de la carrera de New Found Glory". El guitarrista y letrista Steve Klein describió el sonido como "menos impulsado por la guitarra y más impulsado por la melodía... más que en cualquier otro álbum nuestro. Todo lo de este álbum suena a un rock más clásico". El álbum resultó ser popular entre muchos críticos dando reseñas positivas. Fue premiada por su "madurada y matizada composición" y en general fue reconocido como la obra más madura de la banda. También apareció en la lista de Alternative Press "Álbumes esenciales de 2006". Sin embargo, no lanzaron más sencillos y finalmente la banda dejó Geffen Records, a quienes criticarían más tarde después de firmar con Epitaph en 2008. El bajista Ian Grushka dijo: "Mi objetivo para este álbum (Not Without a Fight) es vender más copias que hicimos después de Coming Home. Estamos muy felices de estar en Epitaph ahora".
Con From the Screen to Your Stereo Part II, lanzado el 18 de septiembre de 2007 a través de Drive-Thru Records, la banda volvió a lanzar un nuevo trabajo basado en versiones de bandas sonoras. A diferencia del anterior EP, la segunda parte es un larga duración que contiene 11 canciones más un bonus track para la edición japonesa y de iTunes. El primer y único sencillo del álbum fue "Kiss Me" y el video musical se puede ver en MySpace.

### Hits,Tip of The Iceberg EPyNot Without a Fight(2008–presente)

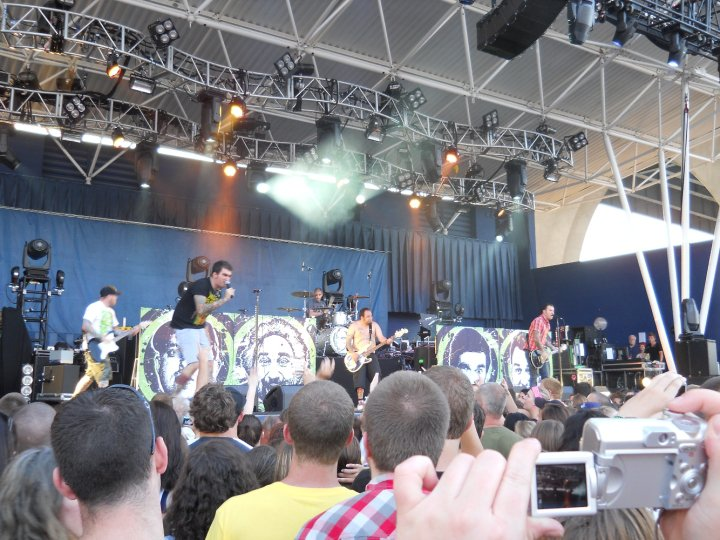
New Found Glory en Milwaukee, Wisconsin, 2010

El 18 de marzo de 2008, un recopilatorio titulado Hits fue lanzado al mercado. En él se encontraban dos canciones inéditas, "Situations" y "Constant Static", que se incluyeron en el álbum. Este fue el último lanzamiento con Drive-Thru/Geffen antes de ir a firmar con los sellos independientes Bridge Nine Records y Epitaph Records.
El 29 de abril de 2008, la banda lanzó un nuevo EP con seis pistas con Bridge Nine Records que contenía tanto material nuevo como versiones de temas clásicos de hardcore melódico. El EP, titulado Tip of the Iceberg, fue lanzado en CD, 7" y mediante música digital. El CD también incluye un disco extra de The International Superheroes of Hardcore, titulado Takin 'Ova!. Los ISHC es un proyecto paralelo de todos los miembros de la banda e incluye a Gilbert como vocalista, Pundik en la guitarra, y los miembros restantes tocando los mismos instrumentos que vienen haciendo en New Found Glory. Todos los miembros usan seudónimos para sus "personajes" de la banda (por ejemplo, Gilbert se conoce como "Captain Straightedge"). La banda también grabó un vídeo musical en Internet "Dig My Own Grave" con el director Joseph Pattisall.
Su sexto álbum de estudio, Not Without a Fight, se publicó el 10 de marzo de 2009 y fue producido por Mark Hoppus. Fue lanzado a través de Epitaph Records. Hoppus ha dicho que durante la grabación se habían sentido como una banda totalmente diferente. El primer sencillo del álbum fue "Listen to Your Friends". El video musical para la canción fue grabado en Los Ángeles. El sencillo fue lanzado el 23 de diciembre de 2008 en los Estados Unidos y un día antes en el Reino Unido, tanto a través de iTunes como de AmazonMP3.
Después del lanzamiento del álbum, el quinteto se embarcó en el "Not Without a Fight Tour", con el apoyo de Set Your Goals, Bayside y Shai Hulud. Durante la gira, distribuyeron un EP con Shai Hulud titulado Not Without a Heart Once Nourished by Sticks and Stones Within Blood Ill-Tempered Misanthropy Pure Gold Can Stay. Había dos colores limitados a un total de 500 ejemplares y solo a la venta en cualquiera de los conciertos de Shai Hulud o New Found Glory.
Durante el verano, la banda hizo apariciones en festivales importantes en el Rock Am Ring en Alemania y Reading /Leeds en Inglaterra. Poco después, Cyrus Bolooki confirmó que habían terminado el rodaje del video para el segundo sencillo "Don't Let Her Pull You Down", que se espera que sea lanzado a finales del verano o principios del otoño de 2009. La banda también tienen previsto realizar una gira por Estados Unidos desde octubre hasta diciembre con Dashboard Confessional y NeverShoutNever!.

## Expulsión de Steve Klein del grupo
En diciembre del 2013, mediante un comunicado desde la página oficial de la banda, se dio a conocer que Steve Klein dejó de pertenecer al grupo. 
"A nuestros fans: Nos duele tener que comunicaros que Steve Klein ya no es parte de New Found Glory. Hemos tenido nuestras diferencias con él a lo largo de los años, las cuales nos han llevado a tomar esta decisión. Queremos a Steve aunque las diferencias personales nos hayan llevado a esta situación y a sentir que no queremos trabajar más con él. Por supuesto, New Found Glory seguirá adelante. Tras el Parahoy Cruise estamos planeando escribir un nuevo LP y dar comienzo a este nuevo capítulo en la vida de nuestro grupo. Aún no hemos decidido quién ocupará el lugar de Steve, pero os lo diremos tan pronto como lo tengamos claro. Os queremos y apreciamos vuestra dedicación y lealtad. Esperamos teneros a nuestro lado en este complicado momento.
Os queremos,
Chad, Jordan, Cyrus, e Ian"
Queda más que claro, que la "expulsión" de Steve de New Found Glory, se debió a los cargos que aún persisten en él, por supuesto abuso sexual a menores de edad. Su exmujer, encontró en una PC que compartían, más de 100 videos y conversaciones de Steve con menores, e incluso, se sospecha de algún abuso hacia sus dos hijas. El juicio se sigue retrasando hasta el día de hoy.

## Estilo musical e influencias
New Found Glory son reconocidos por su rápido y enérgico pop punk por los medios de comunicación. Por lo general combinan melodías power pop y los cambios de acorde con los tiempos rápidos del punk rock, desajustes y coros de pandillas propios del hardcore. También han sido descritos como "punk revival", "rock alternativo" y "hardcore melódico". Otros medios de comunicación a menudo se refieren a la banda como "emo", debido a sus expresivas y a menudo confesionales letras.
Tip of The Iceberg, el tercer EP de la banda, fue visto como su manifestación más evidente de sus influencias del hardcore melódico, mientras que el cuarto álbum, Catalyst, fue considerado como un sonido más "pesado". El sonido fue descrito como "la combinación de su famosa destreza para los coros multitudinarios con algunos de sus riffs más duros". El siguiente álbum, Coming Home, llegó con una fuerte influencia del rock clásico, con melodías más lentas y progresiones de acordes. En comparación con sus primeras grabaciones, fue visto como un álbum "mucho más suave cargado de riffs de piano y guitarras acústicas".
La revista de rock británica Kerrang!, resumió: "basando gran parte de su contenido lírico en la angustia, la banda ha ganado algo de culto debido a su capacidad de conectar con sus fanes en niveles inusualmente personales, mientras que su inclinación por incorporar sensibilidad pop, en un sonido que (en su mayoría) se mantiene fiel a las raíces del punk, les ha valido el respeto de gran parte de la comunidad hardcore".
El guitarrista rítmico Steve Klein es el letrista de la banda, mientras que el guitarrista Chad Gilbert es el principal compositor de las canciones. El bajista Ian Grushka ha declarado que "todas las letras están basadas en experiencias de la vida real. Una canción puede ser creado a partir de algo que a uno de nosotros nos ha ocurrido o a través de una conversación que hemos tenido ..." Ellos citan bandas de hardcore como Hatebreed y Madball, así como sus compañeros de punk Green Day, como sus principales influencias en su carrera profesional.

## Miembros
Miembros actuales
- Jordan Pundik – Voz (1997–presente)
- Chad Gilbert – Guitarra líder, coros (1997–presente); guitarra rítmica (2013–presente)
- Ian Grushka – Bajo (1997–presente); coros (2013–presente)
- Cyrus Bolooki – Batería, percusión (1997–presente)

Miembros anteriores
- Steve Klein – guitarra rítmica, coros (1997–2013)
- Joe Marino – batería, percusión (1997)

Miembros de tour
- Chris Tsagakis – batería, percusión (2001)
- James Dewees – teclados, sintentizador (2003–2005)
- Michael Bethancourt – teclados, sintentizador, coros (2007–2012)
- Mike Ambrose – batería, percusión (2015)
- Ryan Key – guitarra rítmica, guitarra líder, teclados, coros (2018–2020)
- Will Pugh – guitarra rítmica, guitarra líder, teclados, coros (2020)
- Martin Stewart – guitarra rítmica, guitarra líder, coros (2021–presente)

Invitados de tour
- Sherri DuPree - voz (2007)
- Nash Nardone – batería (2010)
- Hayley Williams – bajo (2010); voz (2014)
- Marky Ramone – batería (2011)

Cronología

## Discografía
Álbumes de estudio
- Nothing Gold Can Stay (1999)
- New Found Glory (2000)
- Sticks and Stones (2002)
- Catalyst (2004)
- Coming Home (2006)
- Not Without a Fight (2009)
- Radiosurgery (2011)
- Resurrection (2014)
- Makes Me Sick (2017)
- Forever + Ever x Infinity (2020)
- December's Here (2021)
- Make the Most of It (2023)